# Axinopalpus denticulatus
Axinopalpus denticulatus är en skalbaggsart som beskrevs av Hatch. Axinopalpus denticulatus ingår i släktet Axinopalpus och familjen jordlöpare. Inga underarter finns listade i Catalogue of Life.